# Miar Chhish
Der Miar Chhish (englisch Miar Peak) ist ein Berg im westlichen Karakorum im pakistanischen Sonderterritorium Gilgit-Baltistan.

## Lage
Der Miar Chhish befindet sich in den Rakaposhi-Haramosh-Bergen. Der Berg besitzt eine Höhe von 6824 m und ist Teil eines Bergkamms, der den westlich gelegenen Diran mit dem östlich gelegenen Malubiting verbindet. An der Südflanke strömt der Burchegletscher in westlicher Richtung. Der Miar Chhish besitzt noch die weiter östlich gelegenen Nebengipfel Miar Chish II (6785 m) und Miar Chish III (6574 m). Am Nordhang des Miar Chhish-Hauptgipfels befindet sich der Bualtargletscher, am Osthang der Miargletscher. Letzterer mündet als Tributärgletscher in den Barpugletscher, der wiederum auf den Bualtargletscher trifft.

## Besteigungsgeschichte
1981 versuchte eine italienische Expedition die Erstbesteigung des Miar Chhish über den Miargletscher.
Der Miar Chhish ist noch unbestiegen.